# オトウェイ・カフ (初代デザート伯爵)
初代デザート伯爵オトウェイ・カフ（英語: Otway Cuffe, 1st Earl of Desart、1737年11月25日 – 1804年8月9日）は、アイルランド王国出身の貴族、政治家。

## 生涯
初代デザート男爵ジョン・カフと2人目の妻ドロシア・ゴージェス（Dorothea Gorges、リチャード・ゴージェスの娘）の息子として、1737年11月25日に生まれた。1752年7月11日にオックスフォード大学クライスト・チャーチに入学した。1756年に法曹院に入学したが、1756年1月31日にインナー・テンプルに入学したとする文献と1756年にミドル・テンプルに入学したとする文献が存在する。
1767年11月25日に兄ジョンが死去すると、デザート男爵位を継承、同年12月22日にデザート男爵としてアイルランド貴族院議員に就任した。
1771年と1779年にキルケニー市長を務めた。
1781年1月6日にアイルランド貴族であるキルケニー県におけるデザート子爵に叙され、1791年10月9日にデザート子爵としてアイルランド貴族院議員に就任した。さらに1793年12月4日には同じくアイルランド貴族であるキャッスル＝カフ子爵とデザート伯爵に叙され、1794年1月21日にデザート伯爵としてアイルランド貴族院議員に就任した。1800年合同法によりアイルランド王国とグレートブリテン王国が合同して連合王国が成立すると、デザート伯爵は1801年にアイルランド貴族代表議員に当選し、以降1804年まで務めた。
1804年8月9日にダブリンで死去、息子ジョン・オトウェイが爵位を継承した。

## 家族
1785年8月18日、ダブリンでアン・ブラウン（Anne Browne、1755年3月6日 – 1814年8月15日、第2代アルタモント伯爵ピーター・ブラウンの娘）と結婚、1男2女をもうけた。
- ジョン・オトウェイ（英語版）（1788年 – 1820年） - 第2代デザート伯爵
- エリザベス（1864年3月没） - 1823年、ヘンリー・ウィームズ（Henry Wemyss）と結婚
- ドロシア・ルイーザ - 1817年、ジェームズ・キャンベル（1835年5月6日没）と結婚、子供あり